# Mishima (Fukushima)
Mishima (三島町, Mishima-machi) est un bourg japonais situé dans la préfecture de Fukushima, au Japon.
Sa population est estimée à 1 769 habitants au 1er juin 2013.